# أشوك خانا
أشوك خانا (14 أكتوبر 1945 - ) هو لاعب كريكت هندي.

## وصلات خارجية
- أشوك خانا على موقع إي آس بي آن كريك إنفو (الإنجليزية)